# Portugal au Concours Eurovision de la chanson 2012
Le Portugal a participé au Concours Eurovision de la chanson 2012 et a sélectionne son artiste et sa chanson via une sélection nationale intitulé Festival Da Canção 2012, organisée par le diffuseur portugais RTP.

## Festival da Canção 2012
Le Portugal était considéré comme un pays qui allait se retirer du concours 2012 à cause de la crise économique dans le pays, mais le 30 novembre 2011, RTP confirme sa participation au Concours Eurovision de la chanson 2012 à Bakou en Azerbaïdjan.
Le 9 décembre 2011, RTP lance l'appel aux participants pour la sélection nationale. Les artistes peuvent s'inscrire sur le site officiel de la RTP jusqu'au 31 décembre 2011. Ils peuvent accéder par la suite à des auditions qui ont lieu le 5-6 janvier 2012 à Lisbonne et le 10-11 janvier à Porto. Les chanteurs doivent être capables de chanter en portugais ou dans une langue étrangère (par exemple, l'anglais). Les artistes reconnus peuvent envoyer leurs chansons à RTP et n'auront pas à passer par une audition.
Un jury spécial avec RTP choisit les 12 finalistes. De plus, cinq autres candidats sont choisis par le jury en cas de secours si un ou plusieurs des 12 finalistes se désiste.
Également, RTP a invité six compositeurs venant de différents styles musicaux pour composer des chansons. En effet, ces compositeurs et auteurs ont créé de nouvelles chansons, spécialement pour les 12 candidats, afin de répondre aux compétences vocales des candidats. Les chansons ne doivent pas excéder 3 minutes et doivent être en portugais. Enfin, RTP a embauché deux producteurs de musique afin qu'ils travaillent en collaboration avec les compositeurs pour donner les dernières touches aux chansons des 12 candidats.
La finale du Festival Da Canção a lieu le 10 mars 2012 et le vainqueur est décidé par le vote du public à 50 % et par le vote d'un jury, également à 50 %.
Le 2 janvier 2012, RTP annonce qu'ils ont reçu plus de 400 candidatures. Le 13 janvier, les douze candidats sont dévoilés ainsi que les cinq chanteurs de secours. Trois de ces 12 artistes finalistes (Carlos Costa, Ricardo Soler et Rui Andrade) n'ont pas passés d'auditions étant donné leur statut artistes moyennement reconnus. Les deux derniers avaient déjà participé au Festival da Canção : en effet, Soler avait terminé à la quatrième place lors de l'édition 2008 et Andrade avait fini troisième en 2011. Enfin, RTP a annoncé que Sílvia Alberto et Pedro Granger seraient les animateurs de la finale.
| Numéro | Artiste         | Chanson                    | Paroles (p) / Musique (m)                                                | Jury | Télévote | Total | Place |
| ------ | --------------- | -------------------------- | ------------------------------------------------------------------------ | ---- | -------- | ----- | ----- |
| 1      | Ricardo Soler   | Gratia plena               | Nuno Feist (m), Nuno Silva (p)                                           | 5    | 8        | 13    | 4     |
| 2      | Pedro Macedo    | Outono em forma de gente   | Pedro Marques (m et p), Daniela Varela (m et p), Jaime Oliveira (m et p) | 0    | 5        | 5     | 8     |
| 3      | Tó Martins      | Amanhã começa o meu futuro | Tozé Brito (m et p)                                                      | 4    | 0        | 4     | 11    |
| 4      | Gerson Santos   | Redescobrir Portugal       | Tó Zé (m et p)                                                           | 1    | 0        | 1     | 12    |
| 5      | Joana Leite     | Amor é maior que a vida    | Tiago Dias (m), Marisa Liz(p)                                            | 3    | 2        | 5     | 8     |
| 6      | Pamela Salvado  | Fica a saudade             | Miguel Gameiro (m et p)                                                  | 8    | 4        | 12    | 5     |
| 7      | Cúmplices       | Será o que será            | Jony Galvão, Rui Reis (m et p)                                           | 10   | 6        | 16    | 2     |
| 8      | Arménio Pimenta | Um poema na bagagem        | Menito Ramos (m et p)                                                    | 2    | 3        | 5     | 8     |
| 9      | Carlos Costa    | Queres que eu dance?       | João Só (m et p)                                                         | 0    | 10       | 10    | 6     |
| 10     | Vânia Osório    | O mundo passa              | Armando Teixeira (m et p)                                                | 6    | 1        | 7     | 7     |
| 11     | Rui Andrade     | Amor a preto e branco      | Miguel Majer (m et p), Inês Vaz (p)                                      | 7    | 7        | 14    | 3     |
| 12     | Filipa Sousa    | Vida minha                 | Andrej Babić (m), Carlos Coelho (p)                                      | 12   | 12       | 24    | 1     |

## À l'Eurovision
Le Portugal participe à la seconde demi-finale du 24 mai en passant en 6e position entre la Biélorussie et l'Ukraine et ne se qualifie pas pour la finale pour la seconde année consécutive en obtenant la 13e place avec 39 points.

### Points accordés au Portugal
| 12 points             | 10 points            | 8 points                         | 7 points | 6 points             |
| --------------------- | -------------------- | -------------------------------- | -------- | -------------------- |
|                       |                      | - France                         |          | - Pays-Bas           |
| 5 points              | 4 points             | 3 points                         | 2 points | 1 point              |
| - Norvège - Slovaquie | - Bosnie-Herzégovine | - Croatie - Allemagne - Slovénie |          | - Lituanie - Turquie |

### Points accordés par le Portugal
| 12 points | Estonie            |
| 10 points | Suède              |
| 8 points  | Serbie             |
| 7 points  | Lituanie           |
| 6 points  | Bulgarie           |
| 5 points  | Bosnie-Herzégovine |
| 4 points  | Slovaquie          |
| 3 points  | Norvège            |
| 2 points  | Ukraine            |
| 1 point   | Géorgie            |

| 12 points | Espagne   |
| 10 points | Allemagne |
| 8 points  | Russie    |
| 7 points  | Estonie   |
| 6 points  | Moldavie  |
| 5 points  | Serbie    |
| 4 points  | Roumanie  |
| 3 points  | Suède     |
| 2 points  | Italie    |
| 1 point   | Ukraine   |